# Cinara balachowskyi
Cinara balachowskyi är en insektsart. Cinara balachowskyi ingår i släktet Cinara och familjen långrörsbladlöss. Inga underarter finns listade i Catalogue of Life.